# Geoffroy-Stummelaffe
Der Geoffroy-Stummelaffe (Colobus vellerosus) ist eine Primatenart aus der Gruppe der Stummelaffen. Er ist nach seinem Erstbeschreiber, Isidore Geoffroy, benannt.

## Merkmale
Geoffroy-Stummelaffen sind wie alle Stummelaffen schlanke, langschwänzige Primaten mit rückgebildetem Daumen. Das Fell ist überwiegend schwarz gefärbt, er hat weiße Flecken an den Hüften und weiße Haare, die das Gesicht umrahmen. Der Schwanz ist ebenfalls weiß und hat im Gegensatz zu anderen Vertretern der Schwarz-weißen Stummelaffen keine Quaste.

## Verbreitung und Lebensraum

Verbreitungsgebiet des Geoffroy-Stummelaffen

Geoffroy-Stummelaffen leben im westlichen Afrika, ihr Verbreitungsgebiet erstreckt sich von der Elfenbeinküste bis in das westliche Nigeria. Lebensraum dieser Art sind Wälder.

## Lebensweise
Diese Primaten sind tagaktive Baumbewohner, sie halten sich meist in den Baumkronen auf und kommen kaum auf den Boden. Sie leben in kleinen Gruppen, die sich aus einem Männchen, mehreren Weibchen und dem dazugehörigen Nachwuchs zusammensetzen. Sie sind territorial, die Männchen weisen durch lautes Brüllen vorwiegend am Morgen andere Gruppen auf ihren Aufenthaltsort hin.
Reife Blätter und auch Samen machen den Hauptbestandteil der Nahrung aus, in geringerem Ausmaß verzehren sie auch Früchte und junge Blätter. Ein mehrkammeriger Magen hilft ihnen bei der Verwertung der schwer verdaulichen Blätternahrung.
Nach einer rund fünf- bis sechsmonatigen Tragzeit bringt das Weibchen meist ein einzelnes Jungtier zur Welt. Dieses ist zunächst weiß gefärbt und bildet erst mit mehreren Monaten die typische Schwarz-weiß-Färbung erwachsener Tiere aus.

## Bedrohung
Wie viele andere Bewohner der westafrikanischen Wälder sind Geoffroy-Stummelaffen durch die fortschreitende Zerstörung ihres Lebensraumes bedroht, hinzu kommt die Bejagung wegen ihres Fleisches. Die IUCN listet die Art als gefährdet (vulnerable).

## Systematik
Früher galt der Geoffroy-Stummelaffe als konspezifisch mit dem Weißbart-Stummelaffen, heute werden sie als getrennte Arten betrachtet. Beide sind jedoch Schwesterarten, die sich erst vor etwa 300.000 Jahren zu voneinander unabhängigen Arten entwickelt haben. Die in der Elfenbeinküste lebende, früher als Unterart betrachtete Population Colobus vellerosus dollmani stellt eine Hybridbildung zwischen den beiden Arten dar.